# 606년

## 연호
- 수(隋) 대업(大業) 2년
- 신라(新羅) 건복(建福) 23년

## 기년
- 수(隋) 양제(煬帝) 2년
- 신라(新羅) 진평왕(眞平王) 28년
- 고구려(高句麗) 영양왕(嬰陽王) 17년
- 백제(百濟) 무왕(武王) 7년

## 사망
- 2월 22일 - 교황 사비니아노, 65대 로마 교황.
- 신라의 여인 미실